# Denkmäler der Volksrepublik China (Ningxia)
Die folgende Tabelle bietet eine Übersicht zu sämtlichen Denkmälern im Autonomen Gebiet Ningxia der Hui-Nationalität (Abk. Ning), die auf der Denkmalliste der Volksrepublik China stehen:
| Name                                                          | Beschluss                                                | Kreis/Ort                                                     | siehe (auch)                                                           | Bild |
| ------------------------------------------------------------- | -------------------------------------------------------- | ------------------------------------------------------------- | ---------------------------------------------------------------------- | ---- |
| Haibao ta 海宝塔                                              | 1-76                                                     | Yinchuan shi 银川市                                           | Haibao-Pagode (Yinchuan)                                               |      |
| Xumi shan shiku 须弥山石窟                                    | 2-12                                                     | Guyuan shi 固原市                                             | Xumishan-Grotten (Guyuan)                                              |      |
| Tongxin qingzhen dasi 同心清真大寺                            | 3-136                                                    | Tongxin xian 同心县                                           | Große Moschee zu Tongxin (Kreis Tongxin)                               |      |
| Baisikou shuangta 拜寺口双塔                                  | 3-154                                                    | Helan xian 贺兰县                                             | Zwillingspagoden von Baisikou (Kreis Helan)                            |      |
| Yibailingba ta 一百零八塔                                     | 3-155                                                    | Qingtongxia shi 青铜峡市                                      | Hundertacht Pagoden (Qingtongxia)                                      |      |
| Shuidonggou yizhi 水洞沟遗址                                  | 3-185                                                    | Lingwu shi 灵武市                                             | Shuidonggou-Stätte (Shuidonggou-Kultur, spätes Paläolithikum) (Lingwu) |      |
| Xi Xia ling 西夏陵                                            | 3-248                                                    | Yinchuan shi 银川市                                           | Mausoleen der Westlichen Xia (Tanguten) (Yinchuan)                     |      |
| Helan shan yanhua 贺兰山岩画                                  | 4-193                                                    | Helan xian 贺兰县                                             | Felsbilder des Helan-Gebirges (Helan Shan) (Kreis Helan)               |      |
| Kaicheng yizhi 开城遗址                                       | 5-128                                                    | Guyuan shi 固原市                                             | Kaicheng-Stätte (Guyuan)                                               |      |
| Changcheng – Ningxia Qin changcheng yizhi 长城—宁夏秦长城遗址 | 5-442(3) (siehe auch Denkmäler Innere Mongolei 5-442(2)) | Kreis Pengyang 彭阳县, Kreis Xiji 西吉县, Kreis Guyuan 固原县 | Große Mauer aus dem Staat Qin in Ningxia (Zeit der Streitenden Reiche) |      |
| Gezi shan yizhi 鸽子山遗址                                    | 6-213                                                    | Qingtongxia shi 青铜峡市                                      | Gezishan-Stätte (Tauben-Gebirge) (Qingtongxia)                         |      |
| Caiyuan yizhi 菜园遗址                                        | 6-214                                                    | Haiyuan xian 海原县                                           | Caiyuan-Stätte (Caiyuan-Kultur) (Kreis Haiyuan)                        |      |
| Zhaobi Shan tongkuang yizhi 照壁山铜矿遗址                    | 6-215                                                    | Zhongwei shi 中卫市                                           | Zhaobishan-Kupferbergwerksstätte (Han-Dynastie) (Zhongwei)             |      |
| Lingwu-Brennofen                                              | 6-216                                                    | Lingwu                                                        | Lingwu-Keramikbrennofen (Xixia-Dynastie Tanguten) (Lingwu)             |      |
| Zhangjiachang chengzhi 张家场城址                             | 6-217                                                    | Yanchi xian 盐池县                                            | Alte Stadt Zhangjiachang (Kreis Yanchi)                                |      |
| Chengtian si ta 承天寺塔                                      | 6-807                                                    | Yinchuan shi 银川市                                           | Pagode des Chengtian-Tempels (Yinchuan)                                |      |
| Dongfu 董府                                                   | 6-808                                                    | Wuzhong shi 吴忠市                                            | Dong-Residenz (Wuzhong)                                                |      |
| Jiangtaibao geming jiuzhi 将台堡革命旧址                      | 6-1076                                                   | Xiji xian 西吉县                                              | Revolutionäre Stätte von Jiangtaibao (Kreis Xiji)                      |      |